# 보르그엘아랍

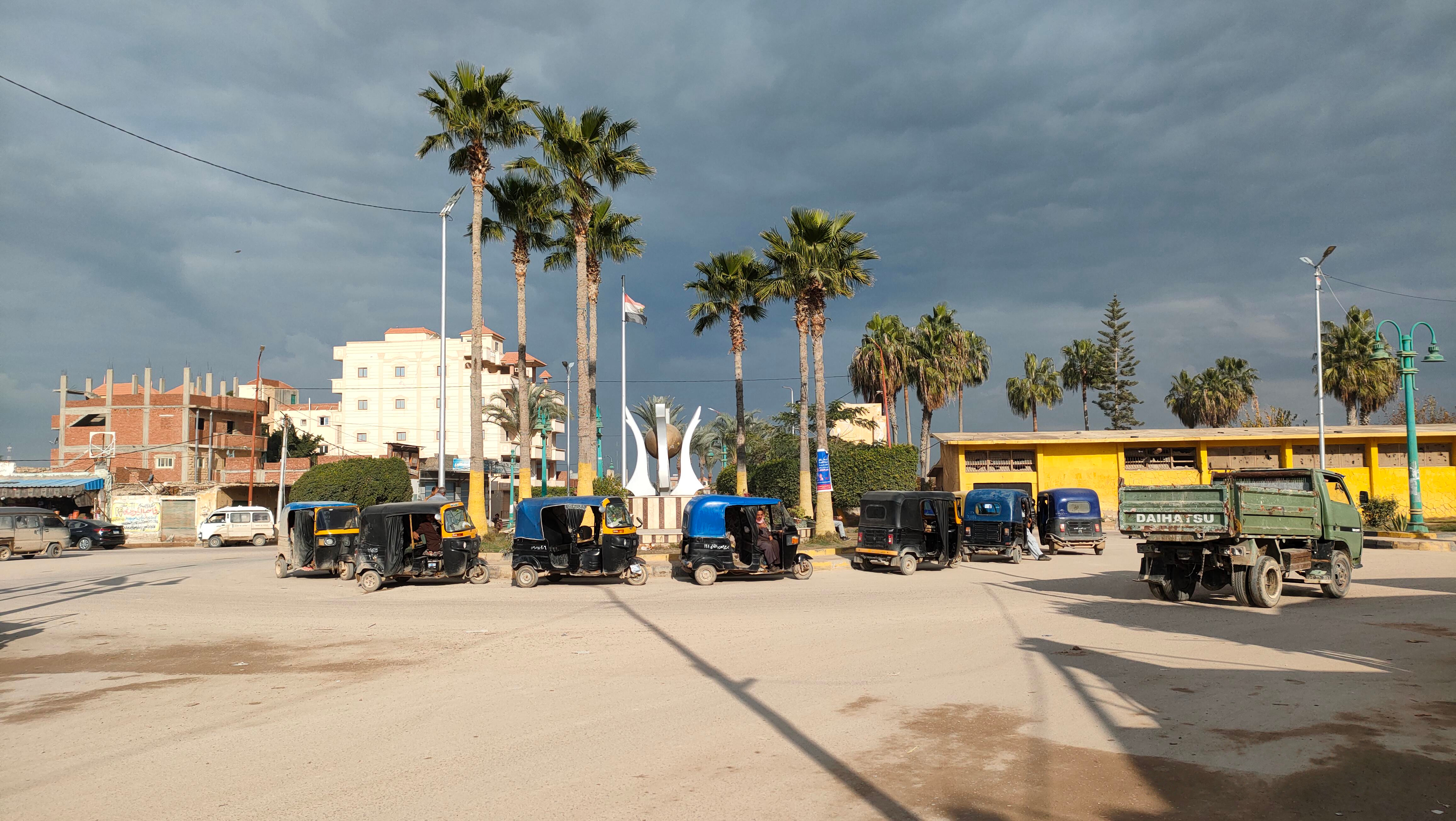

보르그엘아랍(영어: Borg El Arab, 아랍어: برج العرب)은 이집트 알렉산드리아 주에 있는 도시이다. 인구는 113,209명(2006년)이다. 보르그엘아랍 국제공항이 위치해 있다.